# Museo virgiliano
Il Museo Virgiliano è un museo ubicato a Pietole, in provincia di Mantova, luogo della presunta nascita di Virgilio.
Ospita due collezioni:
- collezione di arte moderna di Ugo Celada, composta da 56 dipinti del pittore nato a Virgilio nel 1895 e morto all'età di 100 anni.
- collezione archeologica Vincenzo Prati, raccoglie vasi cinerari e monete di epoca romana rinvenuti a partire dal 1873 da Vincenzo Prati in un terreno di sua proprietà.

È presente una sezione dedicata a Virgilio, costituita da volumi di interesse storico e letterario e da un percorso didattico sulle opere e sulla vita del poeta.
Il museo ospita anche mostre temporanee di artisti locali e nazionali.
Nel cortile del museo è collocata una scultura donata al Comune dal pittore-scultore mantovano Sandro Negri.